# (5436) Eumelos
(5436) Eumelos ist ein Asteroid aus der Gruppe der Jupiter-Trojaner. Damit werden Asteroiden bezeichnet, die auf den Lagrange-Punkten auf der Bahn des Jupiter um die Sonne laufen.
(5436) Eumelos wurde am 20. Februar 1990 von den US-amerikanischen Astronomen Carolyn und Eugene Shoemaker am Palomar-Observatorium (IAU-Code 675) entdeckt. Er ist dem Lagrangepunkt L4 zugeordnet.
Der Asteroid ist nach der mythologischen Figur des Eumelos benannt, dem König von Pherai, der einer der Krieger im Trojanischen Pferd und der Wagenlenker mit den schnellsten Pferden der griechischen Streitmacht war.